# Tarastern
De tarastern (Sterna striata) is een zeevogel uit de familie van de meeuwen (Laridae) en de geslachtengroep sterns (Sternini).

## Verspreiding
Deze stern broedt in Nieuw-Zeeland en overwintert in Australië.

## Status
De grootte van de populatie is in 2017 geschat op 6-25 duizend volwassen vogels. Op de Rode lijst van de IUCN heeft deze soort de status gevoelig.